# Reinhart Keese
Reinhart Keese (* 3. Juni 1934 in Mannheim) ist ein Schweizer Chemiker und Hochschullehrer.

## Leben
Keese studierte nach dem Abitur am Fürstenberg-Gymnasium Donaueschingen ab 1953 Chemie an der Universität Bonn, wo er 1961 unter der Leitung von Friedhelm Korte zum Thema Zur Kenntnis ungesättiger α-Acyl-lactone promovierte. Nach einem Postdoc-Aufenthalt bei Howard Zimmerman an der University of Wisconsin von 1961 bis 1963 war er wissenschaftlicher Mitarbeiter von Albert Eschenmoser an der ETH Zürich, ab 1968 in der Funktion als Oberassistent. Nach seiner Habilitation, die sich mit der Bredtschen Regel befasste, lehrte Keese ab 1974 zunächst als Privatdozent am Institut für Organische Chemie der Universität Bern. 1976 wurde er zum Professor ernannt, und ab 1989 wirkte er bis zu seiner Emeritierung 1999 als Vollprofessor.
Keese ist Mitglied der Schweizerischen Chemischen Gesellschaft, der Gesellschaft Deutscher Chemiker, der Royal Society of Chemistry und der American Chemical Society.

## Wissenschaftliches Werk
Ein Schwerpunkt der Forschungstätigkeit von Keese war die Planarisierung von tetrakoordinierten Kohlenstoff- und Siliziumatomen (Anti-van’t-Hoff-Verbindungen); Beispiele sind die Synthese von Fenestranen und von Silafenestanen. Weitere Arbeitsgebiete waren durch Übergangsmetalle induzierte C-C-Verknüpfungen, Modelle für die durch das Coenzym B12 katalysierten Umlagerungen und Reaktionen sowie der Effekt der Substitution von Wasserstoff durch Fluor in pharmakologisch und biologisch aktiven Verbindungen, beispielsweise bei Hexafluorvalin und Hexafluorleucin.

## Auszeichnungen
- 1975 Werner-Medaille der Schweizerischen Chemischen Gesellschaft.[2]